# Моногамія (фільм)
«Моногамія» (англ. Monogamy) — американський фільм 2010 року.

## Сюжет
У Тео — ідеальне життя. Він живе в Нью-Йорку, у нього є наречена, він підробляє весільним фотографом. Одного разу Тео погоджується на дивну роботу. Він повинен простежити за випадковою дівчиною так, наче він — папарацці, а вона — шпигунка, кінозірка або небезпечна злочинниця. Головне правило — не цікавитися клієнткою. Перше, що робить Тео — порушує головне правило.